# Nessun alibi
Nessun alibi (No Alibi) è un film del 2000 diretto da Bruce Pittman.

## Trama
Un giovane ed intraprendente uomo d'affari. Bob Lessing (Dean Cain), presta la sua fantastica Mercedes al fratello Phil, senza rendersi conto che lo mette in pericolo di vita. Infatti, Vic Haddock (Eric Roberts) uno spietato criminale, gli dà la caccia perché crede che Bob sia il ladro che gli ha rubato i soldi ricavati dalla vendita di una partita di droga. Cerca di recuperare il denare mandando Camille (Lexa Doing), una donna bellissima, a sedurre Bob, ma crede di aver sbagliato persona ed uccide Phil. Bob è distrutto dal dolore e cerca conforto in Camille. Non riuscendo a trovare pace, inizia ad indagare sulla morte del fratello, ma la verità scopre è troppo pesante per sostenere...